# ジョージア農業省
ジョージア農業省（ジョージアのうぎょうしょう、グルジア語: საქართველოს სოფლის მეურნეობის სამინისტრო）は、ジョージア国内の農業生産高の向上を目的とし、農業に関する経済活動の規制を担当する省庁。
2018年に環境に関する部局に統合され、環境保護・農業省となり、廃止された。

## 体制
ジョージア農業省の長は農業大臣であり、その配下に1名の第一次官と、4名の次官がいる。以下の内部部局で構成されている。
- 法務・議会部
- 財務・経済部
- 改善・土地管理部
- 国際関係部
- 欧州統合部
- 情報技術部
- 内部監査部
- 政策分析部
- 地域調整部
- 食品・農業部
- 広報部
- 管理部

また外局として以下の組織を管理している。
- 国家食品庁
- 国家ワイン庁
- 農業省研究所
- 地方農業共同開発庁
- 農業プロジェクト管理庁
- 農業科学研究センター
- ジョージアの改善
- メカニザトリ

## 歴代大臣
| 代                   | 氏名                         | 在任期間             | 在任期間             | 備考                 |
| 代                   | 氏名                         | 開始                 | 終了                 | 備考                 |
| 農業・食品・林業大臣 | 農業・食品・林業大臣         | 農業・食品・林業大臣 | 農業・食品・林業大臣 | 農業・食品・林業大臣 |
| -------------------- | ---------------------------- | -------------------- | -------------------- | -------------------- |
| 1                    | ノダル・チタナヴァ           | 1990年11月15日       | 1992年               |                      |
| 農業・食品大臣       |                              |                      |                      |                      |
| 1                    | ギオルギ・クヴェシタゼ       | 1992年               | 1994年               |                      |
| 2                    | バクル・グルア               | 1994年               | 2000年5月25日        |                      |
| 3                    | ダヴィト・キルヴァリゼ       | 2000年5月25日        | 2004年2月17日        |                      |
| 農業大臣             |                              |                      |                      |                      |
| 1                    | ダヴィト・シェルヴァシゼ     | 2004年2月17日        | 2004年12月17日       |                      |
| 2                    | ミヘイル・スヴィモニシヴィリ | 2004年12月17日       | 2006年11月10日       |                      |
| 3                    | ペトレ・イスカリシヴィリ     | 2006年11月10日       | 2008年4月29日        |                      |
| 4                    | バクル・クヴェゼレリ         | 2008年5月1日         | 2011年10月20日       |                      |
| 5                    | ザザ・ゴロジア               | 2011年10月20日       | 2012年10月25日       |                      |
| 6                    | ダヴィト・キルヴァリゼ       | 2012年10月25日       | 2013年5月2日         |                      |
| 7                    | シャルヴァ・ピピア           | 2013年5月2日         | 2014年7月26日        |                      |
| 8                    | オタル・ダネリア             | 2014年7月26日        | 2016年9月9日         |                      |
| 9                    | レヴァン・ダヴィタシヴィリ   | 2016年9月9日         | 2016年11月27日       | 代行                 |
| 9                    | レヴァン・ダヴィタシヴィリ   | 2016年11月27日       |                      |                      |